# Hoạt động từ thiện của BTS

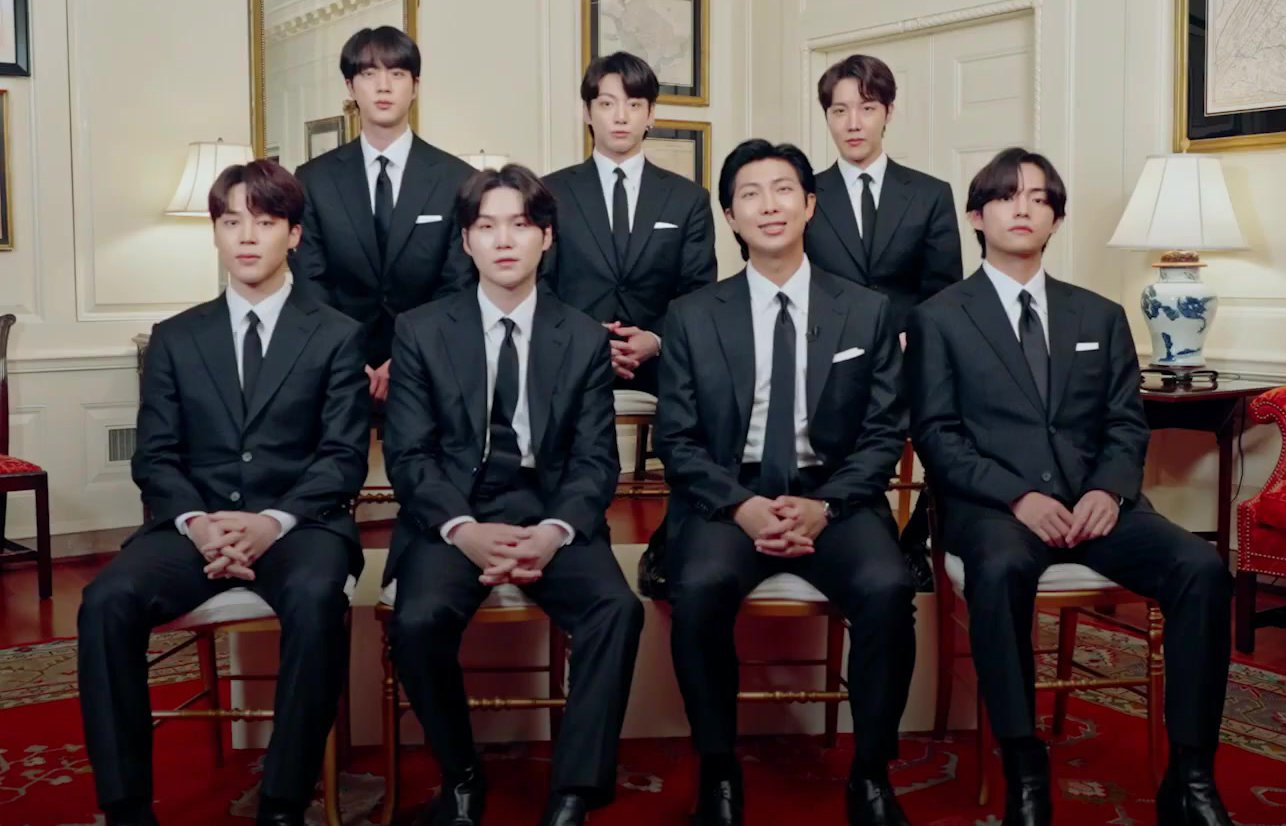
BTS trong chuyến thăm Nhà Trắng nhân Tháng Di sản Người Mỹ gốc Á và Đảo Thái Bình Dương năm 2022

Nhóm nhạc nam Hàn Quốc BTS được biết đến với những nỗ lực từ thiện. với nhiều thành viên là thành viên của các câu lạc bộ quyên góp có uy tín như UNICEF Honors Club và Green Noble Club, để ghi nhận quy mô và tần suất quyên góp của họ. Họ cũng đã nhận được giải thưởng cho các khoản đóng góp của họ, với một thành viên nhận được giải thưởng từ Patron of the Arts Awards sau khi quyên góp cho lĩnh vực nghệ thuật, và BTS nói chung nhận được giải thưởng từ UNICEF Inspire Awards cho chiến dịch Love Myself của họ. Họ thường quyên góp một cách riêng tư, với sự bảo trợ của họ sau đó được công khai bởi các tổ chức mà họ hỗ trợ và các phương tiện truyền thông. Những nỗ lực của nhóm cũng thúc đẩy người hâm mộ của họ cũng tham gia vào các hoạt động từ thiện và nhân đạo khác nhau, và đôi khi thậm chí còn tương ứng với các khoản quyên góp của BTS.

## Lịch sử

### 2015–2017: Các hoạt động ban đầu
Vào năm 2015, BTS đã quyên góp 7 tấn (7,187 kg) gạo cho tổ chức từ thiện tại lễ khai mạc của K-Star Road được tổ chức ở Apgujeong-dong. Vào năm sau, họ tham gia vào chiến dịch hợp tác từ thiện "Let's Share the Heart" của ALLETS với Naver, để quyên góp cho tổ chức từ thiện y tế LISA của Hàn Quốc nhằm thúc đẩy hiến tạng và hiến máu.
Vào tháng 1 năm 2017, BTS và Big Hit Entertainment đã quyên góp 100 triệu KRW (87,915 USD) cho 4/16 gia đình nạn nhân của vụ lật phà Sewol năm 2014. Mỗi thành viên quyên góp 10 triệu KRW và Big Hit quyên góp thêm 30 triệu KRW. Việc quyên góp được dự định thực hiện trong bí mật. Cuối năm đó, BTS chính thức khởi động chiến dịch Love Myself của nhóm, một sáng kiến dành để tài trợ cho một số chương trình xã hội nhằm ngăn chặn bạo lực đối với trẻ em và thanh thiếu niên và cung cấp hỗ trợ cho các nạn nhân của bạo lực với sự hợp tác của Ủy ban Hàn Quốc cho UNICEF.

### 2018–nay: Các dự án từ thiện khác
Vào tháng 4 năm 2018, BTS tham gia chiến dịch "Dream Still Lives" của Stevie Wonder nhằm tưởng nhớ Martin Luther King Jr.. Vào tháng 6 năm đó, nhóm đã quyên góp cho quỹ xây dựng bệnh viện ALS. Vào tháng 9, BTS đã tham dự Đại Hội đồng Liên Hợp Quốc lần thứ 73 nhằm khởi động sáng kiến tuổi trẻ "Youth 2030: The UN Youth Strategy" và chiến dịch tương ứng "Generation Unlimited" của UNICEF. Theo UNICEF, mục tiêu của sáng kiến là "cung cấp giáo dục và đào tạo có chất lượng cho người trẻ tuổi". BTS đã được chọn tham dự do tầm ảnh hưởng của họ đối với văn hóa giới trẻ thông qua âm nhạc và thông điệp xã hội, những nỗ lực từ thiện trước đây và mức độ phổ biến trong nhóm nhân khẩu học từ 15 đến 25 tuổi.
Starbucks Hàn Quốc đã hợp tác với BTS vào tháng 1 năm 2020 cho chiến dịch "Be the Brightest Stars" của họ bao gồm đồ uống, thực phẩm và hàng hóa phiên bản giới hạn dành riêng cho Hàn Quốc. Một phần lợi nhuận từ chiến dịch được quyên góp cho các chương trình phát triển nghề nghiệp và giáo dục cho thanh thiếu niên có hoàn cảnh khó khăn như một phần từ dự án Opportunity Youth Independence của The Beautiful Foundation. Cuối tháng đó, BTS đã tham gia sự kiện đấu giá từ thiện MusiCares của tuần lễ Grammy do Julien's Auctions tổ chức. Nhóm đã ký tặng và gửi một bộ micrô gồm 7 chiếc — những vật phẩm đầu tiên được ủy quyền từ nhóm được mang ra đấu giá — được sử dụng từ năm 2017 đến 2019 trong chuyến lưu diễn Love Yourself World Tour của họ. Ban đầu, ước tính sẽ huy động được từ 10,000–20,000 USD, bộ micrô đã được bán với giá 83,000 USD, gấp hơn 8 lần so với giá khởi điểm và là mức giá cao nhất trong sự kiện. Tất cả số tiền thu được đã được quyên góp cho MusiCares, một tổ chức phi lợi nhuận tập trung vào các vấn đề dịch vụ con người ảnh hưởng trực tiếp đến sức khỏe và phúc lợi của cộng đồng âm nhạc. Vào tháng 6, BTS và Big Hit đã quyên góp 1 triệu USD cho phong trào Black Lives Matter, một trong những người nổi tiếng ủng hộ nhiều tiền nhất cho phong trào sau vụ việc của George Floyd; người hâm mộ của nhóm đã quyên góp với số tiền tương ứng trong vòng 24 giờ. Nhóm sau đó cũng đã quyên góp 1 triệu USD cho chiến dịch Crew Nation của Live Nation để hỗ trợ đội ngũ nhân viên tổ chức buổi hòa nhạc giữa đại dịch COVID-19.
Với sự tiếp diễn của đại dịch vào năm 2021, BTS đã tham gia vào một buổi đấu giá gây quỹ khác của MusiCares được tổ chức vào ngày 29 tháng 1. Nhóm đã quyên góp 7 bộ trang phục từ video âm nhạc "Dynamite" của nhóm, dự kiến sẽ gây quỹ từ 20,000 đến 40,000 USD. Các bộ quần áo được đấu giá với giá 162,500 USD, gấp hơn 8 lần so với ước tính ban đầu, và là mặt hàng bán chạy nhất của sự kiện. Nhóm đã trở thành nhà tài trợ cho chiến dịch #ENDViolence toàn cầu của UNICEF và sẽ quyên góp thêm 1 triệu USD vào năm 2022. Cùng tháng đó, BTS đã tặng 7 bộ trang phục từ video âm nhạc "Life Goes On" của nhóm cho sự kiện đấu giá từ thiện nằm trong khuôn khổ tuần lễ Grammy năm 2021 do Charitybuzz tổ chức. Trị giá 30,000 USD, cuộc đấu thầu được diễn ra từ ngày 8–23 tháng 3. Tất cả số tiền thu được sẽ được quyên góp cho các sáng kiến giáo dục âm nhạc phi lợi nhuận của Quỹ Bảo tàng Grammy. Vào tháng 10, nhóm đã quyên góp những bộ trang phục được Louis Vuitton thiết kế riêng mà họ đã mặc trong buổi biểu diễn "Dynamite" tại Giải Grammy năm 2021 cho một cuộc đấu giá cứu trợ MusiCares sắp tới sẽ được tổ chức bởi Julien's vào ngày 30 tháng 1 năm 2022, như một sự kiện  trước giải Grammy năm 2022. Nó ước tính sẽ huy động được từ 30,000–50,000 USD.

## Chiến dịch Love Myself
Chiến dịch được phát động vào ngày 1 tháng 11 năm 2017, với sự hợp tác của các ủy ban Hàn Quốc và Nhật Bản cho UNICEF. Ý tưởng này được nhóm giới thiệu dưới dạng tài trợ cho #ENDviolence, một chiến dịch toàn cầu của UNICEF nhằm bảo vệ những người trẻ tuổi để họ có thể sống mà không sợ bạo lực, và quảng bá thẻ bắt đầu bằng #BTSLoveMyself, yêu cầu người hâm mộ và những người ủng hộ đăng những bức ảnh yêu thương bản thân với thẻ bắt đầu bằng # lên các nền tảng mạng xã hội khác nhau. 

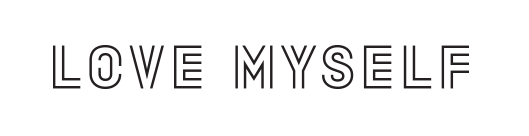
Logo cho chiến dịch chống bạo lực Love Myself của BTS.

Vào tháng 1 năm 2018, BTS đã giới thiệu các nền tảng quyên góp với sự hợp tác của KakaoTalk cũng như các nhãn dán chính thức cho chiến dịch. Năm tháng sau, vào tháng 6, quan hệ đối tác với ủy ban Nhật Bản cho UNICEF đã được công bố thông qua một buổi lễ thỏa thuận đối tác được tổ chức tại Tokyo. BTS sau đó đã tham dự phiên họp thứ 73 của Đại hội đồng Liên hợp quốc tại New York vào ngày 24 tháng 9, cho buổi lễ khởi động quan hệ đối tác toàn cầu của UNICEF, Generation Unlimited, một chương trình "dành riêng để tăng cơ hội và đầu tư cho trẻ em và thanh thiếu niên từ 10 đến 24 tuổi". Thay mặt nhóm, trưởng nhóm RM của BTS đã có bài phát biểu dài 6 phút bằng tiếng Anh về sự chấp nhận bản thân và chiến dịch Love Myself.
Vào tháng 3 năm 2021, BTS và Big Hit đã phát hành một tuyên bố video chung với UNICEF và UNICEF Hàn Quốc, thông báo về sự hỗ trợ mới của họ đối với chiến dịch trong 2 năm nữa. Thông báo cũng tiết lộ rằng Love Myself đã được "nâng tầm thành quan hệ đối tác MCA đa quốc gia", đánh dấu lần đầu tiên quan hệ đối tác tại Hàn Quốc được mở rộng thành "quan hệ đối tác ba bên toàn cầu với trụ sở UNICEF". Nhóm đã cam kết tài trợ thêm 500,000 USD mỗi năm cho UNICEF Hàn Quốc. BTS cũng trở thành nhà tài trợ cho chiến dịch #ENDViolence toàn cầu. Họ sẽ quyên góp một phần thu nhập từ hàng hóa trong chiến dịch của họ và doanh số của chuỗi album Love Yourself cho nó, và thêm 1 triệu USD cho UNICEF Hàn Quốc vào năm 2022.
Kể từ khi bắt đầu, chiến dịch đã tạo ra 5 triệu lượt tweet và hơn 50 triệu lượt tương tác tính đến tháng 10 năm 2021. Với Love Myself, BTS đã trở thành nghệ sĩ đầu tiên ở Hàn Quốc gây quỹ như một phần của quỹ xã hội cho các chiến dịch toàn cầu. Bản thân chiến dịch này là chiến dịch đầu tiên tại Hàn Quốc được mở rộng ra toàn cầu. Ban đầu là chiến dịch kéo dài 2 năm, BTS đã gia hạn chiến dịch đến năm thứ ba vào năm 2021. Vào ngày 22 tháng 9 năm 2023, Big Hit Music đã công bố quyên góp 1 tỷ won (874 triệu USD) cho UNICEF Hàn Quốc để tri ân BTS và cộng đồng người hâm mộ của họ, ARMY. Khoản đóng góp này là một phần trong chiến dịch Love Myself, một dự án hợp tác với BTS được phát động vào tháng 11 năm 2017.

### Tài trợ
Chiến dịch được tài trợ theo những cách sau:
- 500 triệu KRW được quyên góp bởi Big Hit Entertainment và 7 thành viên của BTS.
- 3% doanh thu từ mỗi album trong chuỗi album Love Yourself (Her, Tear và Answer).
- 100% doanh thu bán hàng chính thức của chiến dịch Love Myself.
- Một phần thu nhập từ việc bán các chính thức Give-ticon của KakaoTalk và nhãn dán của LINE cho chiến dịch Love Myself.[41][54][55]
- Nền tảng đóng góp "Together Value with Kakao" của Kakao.[56]
- Nền tảng quyên góp trực tuyến "Happy Bean" của Naver.[57][58]
- Các khoản quyên góp nhận được thông qua UNICEF.
- 500,000 USD mỗi năm do BTS quyên góp trong 2 năm, bắt đầu từ năm 2021.[47]

Số tiền thu được sẽ được sử dụng để hỗ trợ các nạn nhân trẻ tuổi của bạo lực học đường, bạo lực gia đình và tấn công tình dục trên khắp thế giới, cũng như cung cấp các chương trình giáo dục cho cộng đồng địa phương nhằm hỗ trợ phòng chống bạo lực.

### Thành tựu
Tính đến ngày 17 tháng 1 năm 2018, chỉ trong vòng 2 tháng kể từ khi ra mắt, chiến dịch đã quyên góp được thêm 106 triệu KRW, nâng tổng số tiền toàn cầu lên 606 triệu KRW. Vào tháng 11 năm 2018, UNICEF Hàn Quốc thông báo rằng hơn 1,6 tỷ (1,4 triệu USD) đã được huy động. Tính đến tháng 6 năm 2019, số tiền tích lũy trên toàn thế giới đã vượt qua 2,4 tỷ KRW.
Tính đến tháng 12 năm 2020, thẻ bắt đầu bằng #BTSLoveMyself đã được sử dụng trên các phương tiện truyền thông xã hội hơn 14 triệu lần và tổng số tiền toàn cầu của chiến dịch đạt được là 3,2 tỷ KRW (2,8 triệu USD). Tính đến tháng 10 năm 2021, chiến dịch đã huy động được 4,2 tỷ KRW (3,67 triệu USD) trên toàn cầu.

### Giải thưởng
Chiến dịch Love Myself đã giành được giải thưởng Best Integrated Campaigns and Events tại UNICEF Inspire Awards năm 2020. Được tổ chức hàng năm bởi Trụ sở Liên Hợp Quốc, buổi lễ vinh danh các chiến dịch UNICEF toàn cầu "sáng tạo và truyền cảm hứng nhất" trong 5 trên 18 hạng mục. Hạng mục Integrated Campaigns and Events trao giải cho các chiến dịch đã tạo ra ảnh hưởng và nguồn cảm hứng lớn nhất trong các lĩnh vực bao gồm thúc đẩy quyền trẻ em, gây quỹ và quan hệ công chúng. Đối với ấn bản năm 2020, 100 chiến dịch trên 50 quốc gia đã được xem xét, với những người chiến thắng được chọn thông qua sự kết hợp từ phiếu bầu trực tuyến của các nhân viên UNICEF trên toàn thế giới và đánh giá của ban giám khảo.
| Hiệp hội              | Năm  | Hạng mục                             | Đề cử       | Kết quả   | Nguồn  |
| --------------------- | ---- | ------------------------------------ | ----------- | --------- | ------ |
| UNICEF Inspire Awards | 2020 | Best Integrated Campaigns and Events | Love Myself | Đoạt giải | [ 66 ] |